# Martha Dübber
Martha Dübber (geboren als Sophie Marie Martha Goetsch am 23. August 1901 in Berlin; gestorben am 6. Juli 1973 ebenda) war eine deutsche Filmeditorin. Sie war im Zeitraum der Jahre 1930 bis einschließlich 1962 an mehr als 80 Filmproduktionen beteiligt. Dübber arbeitete mehrere Male mit namhaften Regisseuren wie Georg Jacoby, Paul Martin und Géza von Cziffra zusammen. 

## Filmografie (Auswahl)
- 1930: Kohlhiesels Töchter
- 1931: 24 Stunden aus dem Leben einer Frau
- 1932: Flucht nach Nizza
- 1933: Salon Dora Green
- 1933: Keine Angst vor Liebe
- 1934: Stoßtrupp 1917
- 1935: Petersburger Nächte. Walzer an der Newa
- 1936: Eine Frau ohne Bedeutung
- 1937: Der Herrscher
- 1939: Robert Koch, der Bekämpfer des Todes
- 1941: Ohm Krüger
- 1941: Menschen im Sturm
- 1943: Altes Herz wird wieder jung
- 1943/44: Eine kleine Sommermelodie (UA: 1982)
- 1947: Menschen in Gottes Hand
- 1948: Die Söhne des Herrn Gaspary
- 1949: Der Bagnosträfling
- 1949: Diese Nacht vergess ich nie!
- 1949: Das Fräulein und der Vagabund
- 1950: Taxi-Kitty
- 1950: Dreizehn unter einem Hut
- 1950: Dieser Mann gehört mir
- 1950: Die wunderschöne Galathee
- 1950: Die Lüge
- 1950: Der Fall Rabanser
- 1951: Professor Nachtfalter
- 1951: Die Csardasfürstin
- 1951: Sensation in San Remo
- 1952: Klettermaxe
- 1952: Der fröhliche Weinberg
- 1953: Von Liebe reden wir später
- 1953: Rote Rosen, rote Lippen, roter Wein
- 1953: Die große Schuld
- 1953: Mit siebzehn beginnt das Leben
- 1953: Die Privatsekretärin
- 1953: Die Rose von Stambul
- 1954: Der Zarewitsch
- 1954: Große Star-Parade
- 1954: Meine Schwester und ich
- 1954: Drei vom Varieté
- 1955: Drei Mädels vom Rhein
- 1955: Ball im Savoy
- 1955: Musik, Musik und nur Musik
- 1955: Drei Tage Mittelarrest
- 1956: Johannisnacht
- 1956: Mädchen mit schwachem Gedächtnis
- 1956: Waldwinter
- 1957: Tante Wanda aus Uganda
- 1957: Der müde Theodor
- 1958: Madeleine und der Legionär
- 1958: Nachtschwester Ingeborg
- 1958: Grabenplatz 17
- 1958: Vater, Mutter und neun Kinder
- 1959: Hunde, wollt ihr ewig leben
- 1959: Drillinge an Bord
- 1959: Bobby Dodd greift ein
- 1959: Geheimaktion Schwarze Kapelle
- 1960: Im Namen einer Mutter
- 1960: Fabrik der Offiziere
- 1960: Der letzte Fußgänger
- 1961: Barbara
- 1961: Ihr schönster Tag
- 1962: Der Zigeunerbaron
- 1966: Spätsommer (Fernsehfilm)